# Královice (Prague)
Pour les articles homonymes, voir Kralovice.
Královice est un quartier pragois situé dans le sud-est de la capitale tchèque, appartenant à l'arrondissement de Prague 10, d'une superficie de 495,9 hectares est un quartier de Prague. En 2018, la population était de 414 habitants.
La ville est devenue une partie de Prague en 1974.